# Das Gastmahl des Belsazar
Das Gastmahl des Belsazar ist eine auf die Bibel zurückgehende Geschichte um den babylonischen Regenten Belsazar, dem eine geheimnisvolle Schrift an der Wand, das Menetekel, seinen nahen Tod und den Untergang seines Reichs prophezeit. Das Motiv ist von verschiedenen Malern aufgegriffen worden, das hier zu besichtigende Gemälde malte Rembrandt um 1635. Signiert ist das Gemälde mit „Rembrandt f. 163.“, die letzte Ziffer ist nicht lesbar. Das 1,67 × 2,09 Meter große, auf Leinwand gemalte Bild gehört zur Sammlung der National Gallery in London.

## Hintergrund
Die Erzählung über Belsazar stammt aus dem Alten Testament der Bibel (Das Gastmahl des Belsazar, Dan 5). Belsazar feierte ein rauschendes Fest, dabei verwendete er Gefäße, die sein Vater Nebukadnezar im Tempel von Jerusalem erbeutet hatte, als ihm eine geisterhafte Schrift an der Wand seines Palastes erschien. Er ließ sofort seine Schriftgelehrten herbeirufen, die sich aber als unfähig erwiesen, den Text zu entziffern. Daraufhin wurde der Prophet Daniel herbeigeführt. Er las: „Mene mene tekel u-pharsin“ (Daniel 5,25) und deutete dies als Untergangs-Prophezeiung des Reiches Belsazars. Noch in derselben Nacht wurde Belsazar von seinen Knechten totgeschlagen.
Die wörtliche Übersetzung des Mene mene tekel u-pharsin aus dem Aramäischen ist unklar. Daniel interpretiert das Orakel mit Hilfe ähnlich klingender aramäischer Verben: „gezählt, gewogen und geteilt“. Daniel interpretiert folgendermaßen:
- Gott hat dein Königtum gezählt und beendet
- Du wurdest gewogen und für zu leicht befunden
- Dein Reich wird geteilt und den Medern und Persern gegeben.

### Historischer Bezug
Das Wortspiel mene mene tekel u-pharsin ist höchstwahrscheinlich ein Rebus und stellt eine Ableitung der akkadischen Worte manû šiqlu parsu dar, die als Bezeichnungen im Zusammenhang von Gewichtseinheiten benutzt wurden. Vor diesem Hintergrund ist klar, warum niemand von den Anwesenden den Sinn dieser Worte erklären konnte, obwohl die Begriffe zur Umgangssprache gehörten. Der Autor des Daniel-Buches macht hieraus ein Wortspiel in aramäischer Sprache, dessen wörtliche Übersetzung heute wie damals unklar bleibt.
Daniel wird von den Redaktoren des Daniel-Buches die Rolle einer Entu-Priesterin zugeschrieben, die im babylonischen Reich die Omen-Deutung vollzog. Historisch war Belsazar nicht Sohn des Nebukadnezar, sondern des Nabonid, und dessen Stellvertreter während dessen Abwesenheit von Babylon. Nabonid regierte nach seiner Rückkehr weitere drei Jahre, wenn auch nur als eine Art Vasallenkönig.
Es ist nicht ausgeschlossen, dass ein historischer Bezug besteht und Belsazar tatsächlich von der Marduk-Priesterschaft umgebracht wurde. Letztmals wird er als Stellvertreter im 13. Regierungsjahr des Nabonid genannt, den er seit dem 4. Regierungsjahr vertrat. Nach Rückkehr des Babylonierkönigs aus Tayma wurde Belsazars Name auch in anderen Dokumenten nicht mehr erwähnt. In den Nabonid-Chroniken ist ein vorzeitiger Tod seines Sohnes jedoch nicht vermerkt. In diesem Zusammenhang ist auch bedeutsam, dass den Nachkommen des Babylonierkönigs kein nachfolgendes Königtum geweissagt wurde.

## Gemälde Rembrandts
Rembrandt hat in seinem Gemälde den Augenblick festgehalten, in welchem der Gästeschar die geheimnisvolle Handschrift an der Wand erscheint. Die erschrockenen Gesichter der Anwesenden und das Entsetzen Belsazars spiegeln sich in der Darstellung. Dem König sieht man an, dass er mit dem Schriftzug nichts anfangen kann, gleichwohl aber das untrügerische Gefühl hat, dass dies nichts Gutes bedeuten könne. Während in den Darstellungen anderer Maler oft auf das Präsentieren der geheimnisvollen Schrift verzichtet wurde, – keiner wusste so genau, wie er das Menetekel darstellen sollte, hat Rembrandt die Herausforderung angenommen: Er ließ sich vermutlich von Rabbi Menasse ben Israel, den er 1636 porträtierte, in der Darstellung der hebräischen Sprache beraten und setzte in hebräischen Lettern einen Schriftzug an die Wand, der von rechts nach links und speziell von oben nach unten zu lesen ist.
Seit 1736 befand sich das Gemälde im Besitz des Earl of Derby und war lange Zeit nur in England bekannt. Während es im 19. Jahrhundert wenig wertgeschätzt wurde, entwickelte es sich erst seit Mitte des 20. Jahrhunderts zu einem der bekanntesten Gemälde Rembrandts. 1964 erwarb es die National Gallery in London. Dort erfuhr es mehr Aufmerksamkeit und war im Jahr 2014 das dritthäufigste für kommerzielle Zwecke lizenzierte Bild.

## Ballade Heines
In seiner Ballade Belsatzar (1820) beschreibt Heinrich Heine die biblische Geschichte in leicht abgewandelter Form.